# Desa Bulu (administrativ by i Indonesien, Jawa Tengah, lat -7,76, long 110,83)
Desa Bulu är en administrativ by i Indonesien.   Den ligger i provinsen Jawa Tengah, i den västra delen av landet, 500 km öster om huvudstaden Jakarta.